# Hành tinh khỉ (phim 2001)
Hành tinh khỉ là một bộ phim khoa học viễn tưởng của Mỹ, được sản xuất năm 2001, dựa trên tiểu thuyết cùng tên của Pierre Boulle và là phần làm lại của bộ phim năm 1968 Hành Tinh Khỉ. Tim Burton là đã diễn của phim, cùng với các ngôi sao Mark Wahlberg, Tim Roth, Helena Bonham Carter, Michael Clarke Duncan, Paul Giamatti, and Estella Warren. Đây là câu chuyện về một phi hành gia tên Leo Davidson bị sự cố phải hạ cánh bất ngờ xuống một hành tinh kì lạ, nơi có loài Khỉ thông minh. Các con khỉ đối xử với con người như nô lệ, nhưng nhờ sự giúp đỡ của một cô khỉ cái tên Ari, Leo bắt đầu làm thay đổi mọi chuyện.